# Palazzo Ducale (Guastalla)
Il Palazzo Ducale di Guastalla (Palazzo Gonzaga di Guastalla) è un palazzo in stile rinascimentale nella città di Guastalla, un comune in provincia di Reggio Emilia sulla riva destra del Po. Fa parte del circuito Associazione dei Castelli del Ducato di Parma, Piacenza e Pontremoli.

## Storia
È stato costruito sul sito di un antico palazzo dei conti Torelli nel XV secolo, e ricostruito nel secolo successivo da Francesco Capriani (Francesco da Volterra), su commissione del conte di Guastalla, Cesare I Gonzaga, primogenito di Ferrante I Gonzaga e Isabella di Capua.
Trascurato per anni, ospita oggi la Quadreria Maldotti, una raccolta di circa cinquanta opere provenienti dalla storica biblioteca Maldotti di Guastalla. Alcune sale invece sono sede delle mostre temporanee .
Al pianterreno del palazzo sono ospitati l'Ufficio Informazioni Turistiche e l'Atelier di Palazzo Ducale.

## Museo della città di Guastalla
Situato all'interno del palazzo, raccoglie testimonianze storiche, culturali ed artistiche della città.
Si compone di tre sale del piano nobile: una sala ospita la Quadreria Maldotti, di cui sono esposti circa 50 dipinti già nella collezione della Biblioteca Maldotti, mentre due sale sono adibite ad esposizioni temporanee.

## Galleria d'immagini

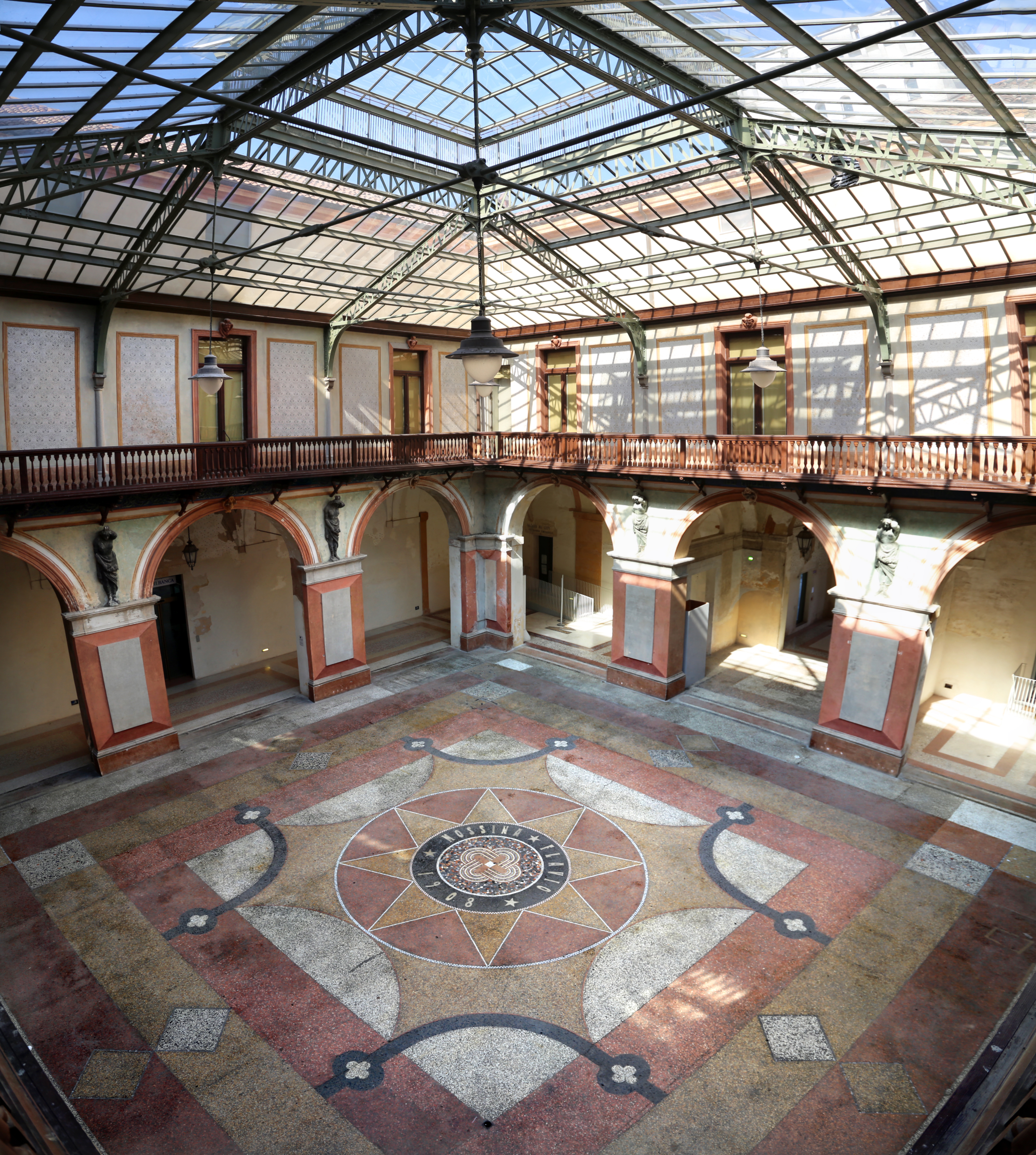
Cortile interno
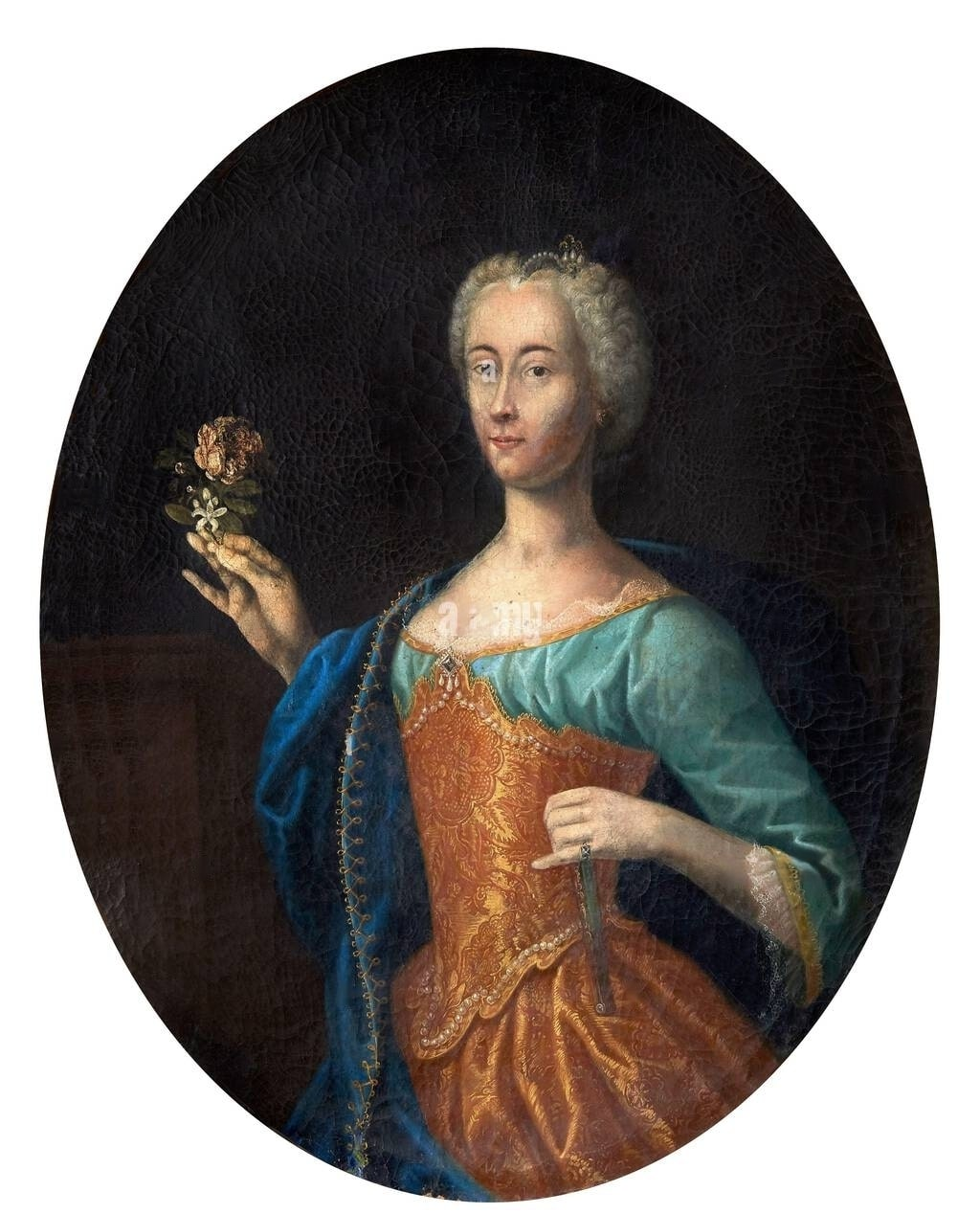
Anonimo, Ritratto di Maria Vittoria Gonzaga
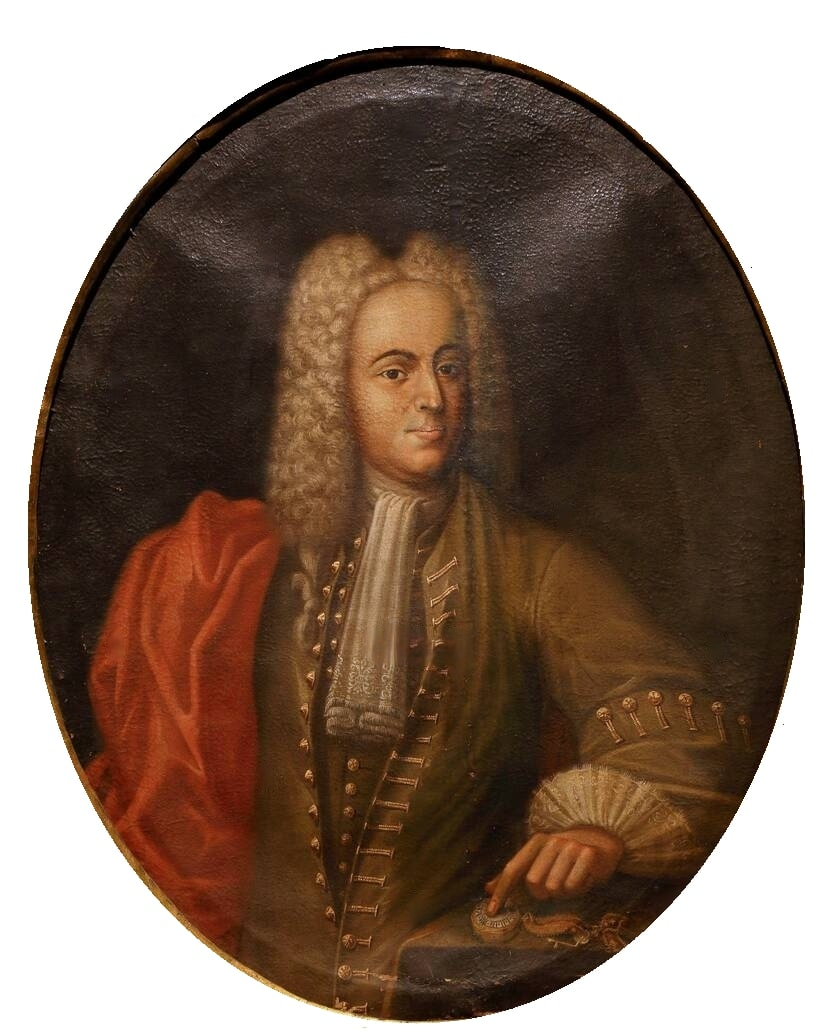
Anonimo, Ritratto di Vincenzo Gonzaga IV Duca